# Devis Epassy
Devis Rogers Epassy Mboka (Soisy-sous-Montmorency, 2 de fevereiro de 1993) é um futebolista camaronês que atua como goleiro. Atualmente joga pelo Abha Club e pela Seleção Camaronesa.

## Carreira
Formado nas categorias de base do Red Star entre 1998 e 2003, Epassy jogou também nos juniores de Paris FC, INF Clairefontaine e Rennes, onde se profissionalizou em 2012, tendo atuado na equipe reserva por uma temporada. Em 2013, foi para o Lorient, jogando também no time B. Em 2014, deixou a França para atuar no Guijuelo, equipe das divisões de acesso da Espanha pelo qual disputou suas primeiras partidas no time principal (12) antes de voltar a seu país de origem para defender o Avranches. Ele, no entanto, não disputou nenhum jogo oficial pelo clube.
Na temporada 2016–17 vestiu a camisa do Épinal em 14 jogos antes de fazer carreira no futebol da Grécia, onde defendeu Levadiakos (onde chegou a ser afastado por um período, após não aceitar uma proposta de renovação do contrato), Lamia e OFI. Em agosto de 2022, Epassy assinou contrato com o Abha Club, clube da primeira divisão do Campeonato Saudita.

## Carreira internacional
Nascido em Soisy-sous-Montmorency, o goleiro foi convocado pela primeira vez para a Seleção Camaronesa em junho de 2021, e sua estreia foi num amistoso contra a Nigéria, que terminou empatado sem gols.
Fez parte do elenco que ficou em terceiro lugar na Copa Africana de 2021 (que foi disputada em 2022 em decorrência da pandemia de COVID-19), e também foi convocado para a Copa do Mundo do Catar. Nesta última, começou novamente como reserva de André Onana, porém divergências com o técnico Rigobert Song causaram a saída do titular, promovendo Epassy como substituto nas partidas contra Sérvia e Brasil, evitando várias chances de gol da Seleção Canarinho. Embora tivesse vencido por 1 a 0, Camarões terminou eliminado ainda na primeira fase.